# 音楽と人
『音楽と人』（おんがくとひと）は、株式会社 音楽と人から発刊されている日本の月刊音楽雑誌。1993年創刊（当時の発行元はシンコーミュージック・エンタテイメント）で多様なジャンルの邦楽アーティストへのロング・インタビューを中心に掲載されている。略称は音人。毎月5日発売。

## 概要
ロッキング・オンの編集者であった市川哲史が独立した後、1993年10月に創刊した。誌名は「雑誌から音楽が聴こえないのであれば、その人を語る事によって音楽の外郭を明らかにしたい」という想いを表わしたものであり、更に飛躍すれば、「人ほど面白いものはない」「ならば人を読もう」という想いである。創刊号は松任谷由実が表紙を飾った。
雑誌の特色としてはロック・ポップス系のアーティストを中心に、歌謡曲系のアーティストも同時に取り上げるバラエティー豊かな紙面作りをしていた。また表紙には巻頭特集を煽るインパクトのあるコピーが毎回書かれており、それも多くの読者を引きつける要素の一つであった。
市川編集長時代において、市川のプッシュするアーティストはリリース時期やセールスとは関係なく特集が組まれ、特にBUCK-TICKとBLANKEY JET CITYが偏愛されていた。また、対談企画も多く行っており、大槻ケンヂ×小沢健二のダブルけんじ対談、hide×小山田圭吾の美学系vs渋谷系対談、SOFT BALLET解散後に行われた森岡賢×藤井麻輝。近年では、清春×ken、甲本ヒロト×峯田和伸、浅井健一×チバユウスケ、yukihiro×藤井麻輝×今井寿など、他誌ではやらないような異色対談を実現させた。
1997年11月号（表紙：THE YELLOW MONKEY）から誌面をサイズ変更して少し大きくし、カラーページ倍増となる。
1998年、諸事情により市川が編集長を辞任、結城雅美を挟んで、同年から金光裕史が編集長を務めている。
1998年10月号と11月号をリニューアルのため休刊。
2001年12月号から2002年3月号まで休刊。
2002年3月、編集は有線ブロードネットワークス（現USEN）、発行はシンコーミュージックという体制で復刊。2007年3月からは発行もUSENとなる。
2010年7月にはUSENから離れ、株式会社 音楽と人を設立し現在に至る。
2019年5月号（表紙：THE YELLOW MONKEY）で創刊300号を迎えた。
2023年12月発売の『別冊 音楽と人 櫻井敦司』に初代編集長市川哲史と三代目編集長金光裕史の対談を収録。

### 編集長
- 金光裕史（1998年 - ）三代目編集長

過去の編集長
- 市川哲史（1993年 - 1998年）初代編集長
- 結城雅美（1998年）二代目編集長

## 来歴
※個人名・バンド名は当時の表記

※表紙（＝特集）および表紙コピー

### 1993年
- 12月号（創刊号）松任谷由実　「荒井由実」の逆襲か

### 1994年
- 1月号　奥居香（プリンセス・プリンセス） 「奥居香」と「プリプリ」の仲
- 2月号　hide（X JAPAN） hideの「なんじゃこりゃあ」人生
- 3月号　YOSHIKI（X JAPAN） 何想う、YOSHIKI？
- 4月号　大槻ケンヂ×小沢健二　大槻と小沢、「Wけんじ」カルト頂上対決!
- 5月号　浅井健一（BLANKEY JET CITY） 本誌はブランキー・ジェット・シティと心中します。
- 6月号　工藤静香　「工藤静香」を読む。
- 7月号　橘いずみ　その名は「橘いずみ」だ!
- 8月号　YUKI（JUDY AND MARY） 「せつなさ爆弾」JUDY AND MARYっ
- 9月号　SCHAFT　誰か止めろよ、今井寿と藤井麻輝を!
- 10月号 SUGIZO&J（LUNA SEA） なるほどザLUNA SEA　SUGIZOとJは「水と油」だった!?
- 11月号 hide×小山田圭吾　hideと小山田……
- 12月号 CHARA×YUKI×濱田マリ　Chara マリ YUKIのかしましさ

### 1995年
- 1月号　櫻井敦司（BUCK-TICK） 櫻井敦司 a-GO GOっ
- 2月号　THE YELLOW MONKEY　歌謡ロックは日本の誇り 95年こそTHE YELLOW MONKEYでござーる。
- 3月号　橘いずみ　橘いずみがスカートをはいた「理由」
- 4月号　大槻ケンヂ　神経症自慢するんじゃない、大槻!
- 5月号　L⇔R　L⇔Rとは何か、読めばわかります。
- 6月号　櫻井敦司&今井寿（BUCK-TICK）櫻井と今井の『Six／Nine』
- 7月号　SPIRAL LIFE　愛とゴーマン輝くSPIRAL LIFE
- 8月号　To Be Continued　To Be Continuedを弁護したーい!
- 9月号　電気グルーヴ　「電グル」三者三様ぉぉぉぅ!!
- 10月号 シャ乱Q　しゃ、シャ乱Qが表紙ぃぃ!?
- 11月号（2周年記念号）THE YELLOW MONKEY & JUDY AND MARY & BLANKEY JET CITY　ありがとう2周年巻頭三段攻撃!THE YELLOW MONKEY!!JUDY AND MARY!!BLANKEY JET CITY!!
- 12月号 貴水博之　「天然戦士」貴水博之の謎

### 1996年
- 1月号　藤井フミヤ　藤井フミヤは立派な「ほどほど」男である!
- 2月号　吉井和哉（THE YELLOW MONKEY） イエモンの新曲は何故、発売未定なのか?
- 3月号　電気グルーヴ　おセンチだ…電器グルーヴよ、どこへ行く?
- 4月号　筋肉少女帯　KING-SHOWは解散していなかった!!
- 5月号　スピッツ　スピッツの「僕たちはやっぱり変なんです」再確認宣言!!
- 6月号　カヒミ・カリィ　「渋プリ」カヒミカリィ、ちびまる子ちゃんを唄う!!
- 7月号　櫻井敦司&今井寿（BUCK-TICK） B-Tの新作を「笑える」奴は、正しい!
- 8月号　LUNA SEA　今だからこそ改めて─LUNA SEA「五者五様」の正義!!
- 9月号　ウルフルズ　ウルフルズ、日本一の「脱力」道を説ぉーく!!
- 10月号 hide　「やりすぎ」こそロックの鑑なり
- 11月号 AIR　AIRとは「車谷浩司×2」である
- 12月号 YOSHIKI（X JAPAN）本当に出た「5年半振りの新作」 YOSHIKIははたして蘇ったのか?

### 1997年
- 1月号　↑THE HIGH-LOWS↓　最強の「極楽とんぼ」部隊、ザ・ハイロウズ再出撃!!
- 2月号　GLAY　これが「GLAY」の生きる道
- 3月号　THE YELLOW MONKEY　なぜイエモンは「一枚岩」なのか、を考えた
- 4月号　ウルフルズ　「ウルフルズ」はころばない!!
- 5月号　Thee michelle gun elephant　これが「ミッシェル・ガン・エレファント」だ!!
- 6月号　カジヒデキ　マイ・ブーム・イズ「加地秀基」
- 7月号　河村隆一　「河村隆一」を読む─ソロ＋藤井麻輝対談の二部構成で
- 8月号　コーネリアス　CORNELIUS、摩天楼に新作アターック!!
- 9月号　ホフディラン　「多摩川のレコード」から、「ワシントンのCD」へ（笑）はばたくホフディラン!!
- 10月号 サニーデイ・サービス　「愛と魂のオナニーショー（笑）」サニーデイ・サービス!!
- 11月号 THE YELLOW MONKEY　よくわかるTHE YELLOW MONKEY
- 12月号 スピッツ　スピッツが「変革」する

### 1998年
- 1月号　B'z　「B'z」という巨大ロック体を読む!
- 2月号　T.M.Revolution　愛と試練のT.M.Revolution
- 3月号　L'Arc〜en〜Ciel　98年最大の「新人バンド」：L'Arc〜en〜Ciel
- 4月号　THE YELLOW MONKEY　打つべし!THE YELLOW MONKEY
- 5月号　SHAZNA　SHAZNAは文化か?
- 6月号　カヒミ・カリィ　独占インタヴュー カヒミ・カリィ──世界へ
- 7月号　及川光博　多重人格の及川光博
- 8月号　LUNA SEA　五者五様のLUNA SEA
- 9月号　Thee michelle gun elephant　唯我独尊のthee michelle gun elephant
- 10月号 - リニューアルのため休刊
- 11月号 - リニューアルのため休刊
- 12月号 中村一義　生きている

### 1999年
- 1月号　Thee michelle gun elephant　ブルーズは鳴り続ける
- 2月号　山崎まさよし　ここにいる理由(わけ)
- 3月号　ゆず　ぼくのすべて
- 4月号　LUNA SEA　月と海のアジアへ 月之海演唱組報告
- 5月号　スピッツ　花鳥風月の詩(うた)
- 6月号　↑THE HIGH-LOWS↓　俺たちがロックンロール!
- 7月号　THE YELLOW MONKEY　旅人に残る絆
- 8月号　Dragon Ash　闘いの日々 感謝の日々
- 9月号　浅井健一（SHERBETS） 心のシベリアへ
- 10月号 19ジューク　ずっと一緒に
- 11月号 TRICERATOPS　ブルースで走り出せ
- 12月号 山崎まさよし　僕だけにできること

### 2000年
- 1月号　TAKURO（GLAY） 幸せの後先
- 2月号　椎名林檎　SHÉNA RINGÖ 生きていくために
- 3月号　GRAPEVINE　夢の涯てまでも
- 4月号　Thee michelle gun elephant　にじんだピンクの向こうに
- 5月号　AIR　忘れえぬ日々に
- 6月号　BLANKEY JET CITY　不良の森
- 7月号　TMC 2000　DRAGON ASH with TMC 2000 ALLSTARS
- 8月号　スピッツ　ハヤブサが飛んだ日
- 9月号　THE YELLOW MONKEY　肩を抱きながら
- 10月号 キリト（PIERROT） 独りぼっちの世界
- 11月号 ゆず
- 12月号 LUNA SEA　終幕 LUNA SEAラスト・インタビュー

### 2001年
- 1月号　浜崎あゆみ　もうひとりじゃない
- 2月号　THEE MICHELLE GUN ELEPHANT(チバユウスケ)　チバユウスケが語るミッシェルの現在、そしてこれから　今だからこそのロング・インタビュー
- 3月号　AJICO　UAとベンジー
- 4月号　AIR×降谷建志（Dragon Ash） ここにあるリアル
- 5月号　河村隆一　どうしたんだ、河村隆一！
- 6月号　福山雅治　福山雅治がカッコいい理由
- 7月号　Thee michelle gun elephant　ミッシェル・ガン・エレファントを信じろ！
- 8月号　スガシカオ　スガシカオのスガオ
- 9月号　田中和将（GRAPEVINE） 愛をうたおう
- 10月号 松岡充（SOPHIA） 傷つけて 愛してる
- 11月号 RIP SLYME　RIP SLYMEがやってきた！
- 12月号 休刊

### 2002年
- 1月号　休刊
- 2月号　休刊
- 3月号　休刊
- 4月号　櫻井敦司（BUCK-TICK）
- 5月号　浅井健一
- 6月号　スガシカオ
- 7月号　WeekendLovers
- 8月号　RIP SLYME　武道館を見学！
- 9月号　aiko
- 10月号 GOING UNDER GROUND
- 11月号 JUDE
- 12月号 ↑THE HIGH-LOWS↓

### 2003年
- 1月号　SONS OF ALL PUSSYS
- 2月号　BUCK-TICK（櫻井敦司 今井寿） 櫻井敦司と今井寿
- 3月号　THEE MICHELLE GUN ELEPHANT　お前の未来を愛してる
- 4月号　山崎まさよし
- 5月号　スガシカオ
- 6月号　ゆず
- 7月号　チバユウスケ（THEE MICHELLE GUN ELEPHANT）
- 8月号　RIP SLYME
- 9月号　KICK THE CAN CREW
- 10月号 浅井健一（JUDE）
- 11月号 松岡充（SOPHIA）
- 12月号 THEE MICHELLE GUN ELEPHANT

### 2004年
- 1月号　櫻井敦司（BUCK-TICK）
- 2月号　JUDE
- 3月号　清春
- 4月号　L'Arc〜en〜Ciel
- 5月号　ASIAN KUNG-FU GENERATION
- 6月号　銀杏BOYZ
- 7月号　櫻井敦司
- 8月号　SONS OF ALL PUSSYS
- 9月号　甲本ヒロト（↑THE HIGH-LOWS↓）
- 10月号 ゆず
- 11月号 奥田民生
- 12月号 JUDE

### 2005年
- 1月号　ROSSO
- 2月号　スピッツ（草野マサムネ）
- 3月号　THE BACK HORN（山田将司）
- 4月号　YOSHII LOVINSON
- 5月号　レミオロメン
- 6月号　GOING UNDER GROUND
- 7月号　JUDE
- 8月号　THE PREDATORS
- 9月号　銀杏BOYZ
- 10月号 ken（L'Arc〜en〜Ciel）
- 11月号 ORANGE RANGE
- 12月号 浅井健一（SHERBETS）

### 2006年
- 1月号　ASIAN KUNG-FU GENERATION
- 2月号　ゆず
- 3月号　ENDLICHERI☆ENDLICHERI
- 4月号　甲本ヒロト×峯田和伸
- 5月号　THE BACK HORN
- 6月号　レミオロメン
- 7月号　チバユウスケ（ROSSO）
- 8月号　浅井健一
- 9月号　ザ・クロマニヨンズ
- 10月号 The Birthday
- 11月号 吉井和哉
- 12月号 ASIAN KUNG-FU GENERATION

### 2007年
- 1月号　松浦亜弥
- 2月号　レミオロメン
- 3月号　ストレイテナー
- 4月号　ENDLICHERI☆ENDLICHERI
- 5月号　Mr.Children
- 6月号　the pillows
- 7月号　浅井健一
- 8月号　スキマスイッチ
- 9月号　The Birthday
- 10月号 ザ・クロマニヨンズ
- 11月号 スピッツ
- 12月号 ASIAN KUNG-FU GENERATION

### 2008年
- 1月号　レミオロメン
- 2月号　THE BACK HORN
- 3月号　BRAHMAN
- 4月号　ゆず
- 5月号　244 ENDLI-x
- 6月号　9mm Parabellum Bullet
- 7月号　the pillows
- 8月号　VAMPS
- 9月号　THE BACK HORN
- 10月号 MO'SOME TONEBENDER
- 11月号 ザ・クロマニヨンズ
- 12月号 The Birthday

### 2009年
- 1月号　Mr.Children
- 2月号　秦基博
- 3月号　ken
- 4月号　Perfume
- 5月号　剛紫
- 6月号　GLAY
- 7月号　VAMPS
- 8月号　Base Ball Bear
- 9月号　NICO Touches the Walls
- 10月号 浅井健一
- 11月号 the pillows
- 12月号 ザ・クロマニヨンズ

### 2010年
- 1月号　銀杏BOYZ
- 2月号　POLYSICS
- 3月号　The Birthday
- 4月号　チャットモンチー
- 5月号　9mm Parabellum Bullet
- 6月号　京（DIR EN GREY）
- 7月号　ASIAN KUNG-FU GENERATION
- 8月号　acid android
- 9月号　THE PREDATORS
- 10月号 GLAY
- 11月号 スピッツ
- 12月号 PONTIACS

### 2011年
- 1月号（創刊200号）毛皮のマリーズ
- 2月号　the pillows
- 3月号　チバユウスケ（The Birthday）
- 4月号　チャットモンチー
- 5月号　吉井和哉
- 6月号　堂本剛
- 7月号　9mm Parabellum Bullet
- 8月号　京(DIR EN GREY)
- 9月号　ストレイテナー
- 10月号 堂本剛
- 11月号 毛皮のマリーズ
- 12月号 Perfume

### 2012年
- 1月号　THE BACK HORN
- 2月号　the pillows
- 3月号　ken（L'Arc〜en〜Ciel）
- 4月号　TOSHI-LOW（BRAHMAN）
- 5月号　堂本剛
- 6月号　BUCK-TICK
- 7月号　GLAY
- 8月号　The Birthday
- 9月号　SHERBETS
- 10月号 ASIAN KUNG-FU GENERATION
- 11月号 チバユウスケ（SNAKE ON THE BEACH）
- 12月号 京（DIR EN GREY）

### 2013年
- 1月号　GLAY
- 2月号　秦基博
- 3月号　浅井健一
- 4月号　ONE OK ROCK
- 5月号　DIR EN GREY
- 6月号　細美武士（the HIATUS）
- 7月号　back number
- 8月号　VAMPS
- 9月号　スキマスイッチ
- 10月号 スピッツ
- 11月号 Perfume
- 12月号 ももいろクローバーZ

### 2014年
- 1月号　RADWIMPS
- 2月号　DIR EN GREY
- 3月号　堂本剛
- 4月号　MAN WITH A MISSION
- 5月号　the HIATUS
- 6月号　The Birthday
- 7月号　aiko
- 8月号　GLAY
- 9月号　坂本真綾
- 10月号 the pillows
- 11月号 堂本剛
- 12月号 吉井和哉

### 2015年
- 1月号　尾崎世界観（クリープハイプ）
- 2月号　GRAPEVINE
- 3月号　吉井和哉
- 4月号　B'z
- 5月号　flumpool
- 6月号　堂本剛
- 7月号　細美武士
- 8月号　GLAY
- 9月号　BRAHMAN
- 10月号 The Birthday
- 11月号 櫻井敦司
- 12月号 エレファントカシマシ

### 2016年
- 1月号　秦基博
- 2月号　SCHAFT
- 3月号　flumpool
- 4月号　the pillows
- 5月号　Perfume
- 6月号　back number
- 7月号　堂本剛
- 8月号　Spitz
- 9月号　DIR EN GREY
- 10月号 BUCK-TICK
- 11月号 THE YELLOW MONKEY
- 12月号 RADWIMPS

### 2017年
- 1月号　back number
- 2月号　ONE OK ROCK
- 3月号　THE COLLECTORS
- 4月号　エレファントカシマシ
- 5月号　ゆず
- 6月号　The Brithday
- 7月号　秦基博
- 8月号　関ジャニ∞
- 9月号　銀杏BOYZ
- 10月号 GRAPEVINE
- 11月号 SPYAIR
- 12月号 ポルノグラフィティ

### 2018年
- 1月号　B'z
- 2月号　KinKi Kids
- 3月号　BUCK-TICK
- 4月号　THE BACK HORN
- 5月号　ゆず
- 6月号　ENDRECHERI
- 7月号　エレファントカシマシ
- 8月号　aiko
- 9月号　Perfume
- 10月号 ENDRECHERI
- 11月号 ザ・クロマニヨンズ
- 12月号 THE COLLECTORS

### 2019年
- 1月号　GRAPEVINE
- 2月号　フジファブリック
- 3月号　The Birthday
- 4月号　関ジャニ∞
- 5月号（創刊300号） THE YELLOW MONKEY
- 6月号　堂本剛
- 7月号　B'z
- 8月号　ポルノグラフィティ
- 9月号　ENDRECHERI
- 10月号 Perfume
- 11月号 Spitz
- 12月号 宮本浩次

### 2020年
- 1月号　KinKi Kids
- 2月号　BUCK-TICK
- 3月号　宮本浩次
- 4月号　aiko
- 5月号　INABA / SALAS
- 6月号　MUCC
- 7月号　ENDRECHERI
- 8月号　Mrs. GREEN APPLE
- 9月号　BiSH
- 10月号 Perfume
- 11月号 銀杏BOYZ
- 12月号 甲本ヒロト×峯田和伸

### 2021年
- 1月号　KinKi Kids
- 2月号　SixTONES
- 3月号　秦基博
- 4月号　aiko
- 5月号　坂本真綾
- 6月号　GRAPEVINE
- 7月号　SHISHAMO
- 8月号　The Birthday
- 9月号　ENDRECHERI
- 10月号 櫻井敦司（BUCK-TICK）
- 11月号 宮本浩次
- 12月号 アイナ・ジ・エンド

### 2022年
- 1月号　B'z
- 2月号　SixTONES
- 3月号　TOSHI-LOW（BRAHMAN / OAU）
- 4月号　ASIAN KUNG-FU GENERATION
- 5月号　ENDRECHERI
- 6月号　MAN WITH A MISSION
- 7月号　SixTONES
- 8月号　Perfume
- 9月号　ポルノグラフィティ
- 10月号 ENDRECHERI
- 11月号 SUPER BEAVER
- 12月号 Mrs. GREEN APPLE

### 2023年
- 1月号　ELLEGARDEN
- 2月号　SixTONES
- 3月号　KinKi Kids
- 4月号　aiko
- 5月号　SixTONES
- 6月号　坂本真綾
- 7月号　SUPER BEAVER
- 8月号　Mrs. GREEN APPLE
- 9月号　SixTONES
- 10月号 Perfume
- 11月号 ENDRECHERI
- 12月号 ENDRECHERI

### 2024年
- 1月号　LUNA SEA
- 2月号　SixTONES
- 3月号　SUPER BEAVER
- 4月号　ポルノグラフィティ
- 5月号　ENDRECHERI
- 6月号　THE YELLOW MONKEY
- 7月号　稲葉浩志
- 8月号　Mrs. GREEN APPLE
- 9月号　aiko
- 10月号 BE：FIRST
- 11月号 Perfume
- 12月号 BUCK-TICK

### 2025年
- 1月号　BMSG POSSE
- 2月号　ジェシー＆田中樹（SixTONES）
- 3月号　.ENDRECHERI.
- 4月号　京本大我＆ジェシー（SixTONES）
- 5月号　MAN WITH A MISSION
- 6月号　GRAPEVINE
- 7月号　大森元貴
- 8月号　Mrs. GREEN APPLE
- 9月号　Perfume

## 連載
連載開始順
- ARTWORK by Sakurai
- 「福島大逆襲」松田晋二（THE BACK HORN）
- 「泥酔ジャーナル」百々和宏（MO'SOME TONEBENDER）
- 「今夜はおごります」山崎まさよし
- 「タイガース、今年も優勝だ!! 2024」樋口豊（BUCK-TICK）
- 「歌、声、るつぼ」山﨑広子
- 「東京ネオントリップ」中田裕二
- 言の葉クローバー
- 「ガラの毒言」ガラ（メリー）
- 「君はひとりじゃない」ミムラユウスケ
- イマドキミュージシャンのカバン事情
- 「ゴールド・エクスペリエンス」go!go!vanillas
- 「柴田コーヒー牛乳」柴田隆浩（忘れらんねえよ）
- 「弱肉強食サバンナライフ」ネクライトーキーもっさ
- 「仲村宗悟のいちゃりばちょーでー」仲村宗悟
- 「後輩ノススメ!〜オセー・テ・パイセン〜」増子直純（怒髪天）
- 「反省をさがして」My Hair is Bad
- 「that's meeting/雑味eating～転けてもそのまま唄てまえ～」ENDRECHERI
- 「たくましい人」仲川慎之介（時速36km）

過去の連載
- 「哲ケン対談」市川哲史VS大槻ケンヂ
- 文化と人
- ハタチノ
- 「黄昏のレジスタンス」椿屋四重奏
- 「音楽と漫画と人」戸田誠二
- 「AIR牛乳」AIR
- 「羊が鳴く理由」河野丈洋（GOING UNDER GROUND）
- 「ゴンタクレが行く」大杉漣
- 「ロック往復便（仮）」クハラカズユキ×ナカヤマシンペイ（ストレイテナー）
- 映画と人
- 「音楽と魔人」ケンドーコバヤシ
- 「モーサム牛乳」武井靖典（MO’SOME TONEBENDER）
- 「チャレンジ学習帳」秦基博
- 「増子濃厚牛乳」増子直純(怒髪天)
- 「樋口タイガース牛乳」樋口豊（BUCK-TICK）
- 「山田牛乳」山田将司（THE BACK HORN）
- 「椿屋東京グルメ紀行」中田裕二（椿屋四重奏）
- 「MUCC牛乳」MUCC
- 「あなたにあらあらかしこ」依布サラサ
- 「料理は地球を救う!」小高芳太朗（LUNKHEAD）
- ザ・レコメンダー
- 「ハヤシ牛乳」ハヤシ（POLYSICS）
- 「Ken牛乳」Ken
- アーティスト私物展覧会
- 「俺とお前 or DIE!!!五郎」増子直純（怒髪天）
- 「恋の電話相談室」the telephones
- 「玉筋クールJ太郎の伝説」ピエール中野（凛として時雨）
- 「夢遊調書」波多野裕文（People In The Box）
- 社歌を作ろう!!
- 「マンガ部ふくおか」福岡晃子（チャットモンチー）
- 「茨城大暴走」松田晋二（THE BACK HORN）×TOSHI-LOW（BRAHMAN）
- 「なんでも断定団」加藤ひさし（THE COLLECTORS）
- 「甘美な孤独 呟くが如く」柴咲コウ
- 「バカのしびれ」大木温之（Theピーズ）
- 「裕二の部屋へようこそ」中田裕二
- 「音楽とこじらせ系」雨宮まみ
- 「薫の読弦」薫（DIR EN GREY）
- 「人に歴史あり」KEN LLOYD（OBLIVION DUST）
- 「SATOち牛乳」SATOち（MUCC）
- 「yukihiro牛乳」yukihiro
- 「accoにおまかせ!」福岡晃子（チャットモンチー）
- 「九龍百選」九龍ジョー
- 「タイガース、今年は優勝だ! 2013」樋口豊（BUCK-TICK）
- 「めざせSOLD OUT!!」Yuumi（FLiP）
- 「345のれんらく帳」345（凛として時雨 / geek sleep sheep）
- 「タイガース、今年は優勝だ!2014」樋口豊（BUCK-TICK）
- 「タイガース、今年は優勝だ!2015」樋口豊（BUCK-TICK）
- 「ディス・イズ・マイ・ジェネレーション」go!go!vanillas
- 「とてもロマンチックな」THE COLLECTORS
- 「タイガース、今年こそ優勝だ!! 2016」樋口豊（BUCK-TICK）
- 「タイガース、今年こそ優勝だ!! 2017」樋口豊（BUCK-TICK）
- 「果報は浴室から」片岡健太（sumika）
- 「POLYSICS20周年記念連載 ハヤシの知らない世界」ハヤシ（POLYSICS）
- 「タイガース、今年こそ優勝だ!! 2018」樋口豊（BUCK-TICK）
- 「タイガース、今年こそ優勝だ!! 2019」樋口豊（BUCK-TICK）
- 「タイガース、今年こそ優勝だ!! 2020」樋口豊（BUCK-TICK）
- 「ひねくれ みてくれ きいてくれ」ムツムロ アキラ（ハンブレッダーズ）
- 「タイガース、今年こそ優勝だ!! 2021」樋口豊(BUCK-TICK）
- 「タイガース、今年こそ優勝だ!! 2022」樋口豊(BUCK-TICK）
- 「俺 meets お前 ためになる!? 酒悩会談」増子直純（怒髪天）
- 「竜馬がゆく」井上竜馬（SHE'S）
- 「おいしい予感」佐藤千亜妃
- 「タイガース、今年こそ優勝だ!! 2023」樋口豊（BUCK-TICK）
- 「堂本スイミングスクール」堂本剛
- 「はじまりは吉島モデルハウス」鞘師里保

## 増刊
- 音楽と人 増刊『PHY』（ファイ）を2010年から不定期で発行している。
- 音楽と人 増刊 チャットとモンチー（2018年7月6日）
- 音楽と人 増刊 古市コータロー 東京（2019年3月26日）
- 音楽と人 増刊 仲村宗悟 Our Song（2025年3月17日）

特別増刊
- 特別増刊 音楽と人 ロック・フェス・グラフィティ2007
- 音楽と人 特別編集号 ロック・フェス・グラフィティ2008
- 特別増刊 音楽と人 JACK IN THE BOX 2009
- 特別増刊 音楽と人 ロック・フェス・グラフィティ2009
- 特別増刊 音楽と人 ロック・フェス・グラフィティ2010

## 別冊
『別冊 音楽と人×「アーティスト名」』として不定期で発行している。
- 別冊 音楽と人×秦基博（2014年4月21日）
- 別冊 音楽と人 怒髪天 増子直純 俺とお前 or DIE 五郎大全（2014年11月26日）
- 別冊 音楽と人×秦基博 2016（2016年9月20日）
- 別冊 音楽と人×フジファブリック（2019年10月3日）
- 別冊 音楽と人 × go!go!vanillas（2021年3月24日）
- 別冊 音楽と人×10-FEET（2023年6月14日）
- 別冊 音楽と人 櫻井敦司（2023年12月28日 2024年1月29日重版）
- 別冊 音楽と人×DEZERT（2024年1月10日）
- 別冊 音楽と人 チバユウスケ（2024年4月3日[3]）

## 単行本
- 百々和宏『泥酔ジャーナル2』（2011年4月）
- ZIGZO『THE 2nd Scene ZIGZO』（2012年3月）
- Ken(L'Arc〜en〜Ciel)『Ken牛乳』（2013年1月）
- yukihiro(L'Arc〜en〜Ciel)『yukihiro milk another story』（2014年5月）
- 樋口豊(BUCK-TICK)『ユータ -A DAYS OF INNOCENCE-』（2014年10月）
- 百々和宏『泥酔ジャーナル3』（2015年8月）
- DIR EN GREY薫『読弦』（2015年10月）
- MUCC結成20周年ヒストリーブック『M』（2017年7月）
- ヤガミ・トール(BUCK-TICK)自伝『1977』（2018年8月）
- チャットモンチー『チャットとモンチー』（2018年10月）
- DIR EN GREY薫『読弦 弐』（2018年12月）
- 古市コータロー(ザ・コレクターズ)『東京』（2019年3月）
- 怒髪天・増子直純自伝『歩きつづけるかぎり 増補改訂版』（2019年10月）
- 中田裕二『トーキョー・ネオン・トリッパー』（2021年3月）
- SATOち『SATOち牛乳』（2021年4月）
- 泥酔ジャーナル4（2022年2月）
- 古市コータロー(ザ・コレクターズ)自伝『お前のブルースを聴かせてくれ 増補改訂版』（2022年3月）
- 星野英彦『Simply Life 〜Life goes on〜 増補改訂版』（2022年9月）
- ブンブンサテライツ『BOOM BOOM SATELLITES 25th Anniversary BOOK』（2022年11月）
- 樋口豊(BUCK-TICK)『ユータ -Dear My Wonderful Fellows-』（2023年4月12日）
- syrup16g『Unfinished Reasons』（2023年6月1日）
- MUCC結成25周年記念スペシャルエディション『MUCC 不朽』（2023年12月28日）
- ヤバイTシャツ屋さん『History of the Tank-top』（2024年6月22日）

## 主催イベント
- TOKYO NIGHT CARNIVAL（2014年、恵比寿LIQUIDROOM）
- 東京アコースティック百景（2016年4月17日：新木場STUDIO COAST・2018年7月10日：渋谷duo MUSIC EXCHANGE・2019年12月9日：EX THEATER ROPPONGI・2023年4月5日：渋谷duo MUSIC EXCHANGE）
- ROLLING THUNDER REVUE（2015年4月18日・19日、新木場STUDIO COAST）[4]
- 新木場クロッシング（2016年3月8日、新木場STUDIO COAST）[5]
- 僕たち、プロ野球大好きミュージシャンです!（2017年3月 - 、新宿ロフトプラスワン）
- 恵比寿クロッシング（2018年2月16日、恵比寿 LIQUIDROOM）
- 新木場ナイトカーニバル（2018年3月22日・2019年3月31日、新木場STUDIO COAST）
- 豊洲ナイトカーニバル（2019年11月26日、豊洲PIT）

共催イベント
- ストレンジャー イン トーキョー 〜DEZERT 異種格闘3番勝負〜（2019年10月2日：新宿ロフト・11月7日：青山RizM・11月20日：渋谷O-WEST）[6]

## 社歌
- 安部コウセイ 作（2010年）
- ORANGERANGEのHIROKI＆NAOTO 作（2010年）
- TOMOVSKY 作（2011年）
- MERRYのガラ＆結生 作（2019年）
- 中田裕二 作（2020年）
- フレンズ 作（2021年）
- 東京少年倶楽部 作（2022年）